# Academia da Arcádia

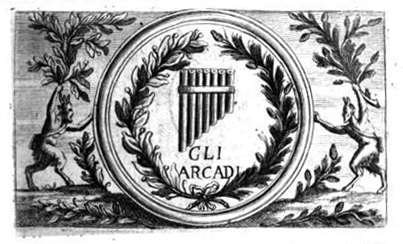
Emblema da Academia

A Academia da Arcádia ou Pontifícia Academia  dos Árcades (em italiano: Accademia dell'Arcadia ou Pontificia Accademia degli Arcadi) foi uma sociedade literária fundada em Roma em 1690 por Giovanni Vincenzo Gravina e Giovanni Mario Crescimbeni, auxiliados por Paolo Coardi de Turim, durante uma reunião, no convento anexo à Igreja de San Pietro in Montorio, de quatorze literatos pertencentes ao círculo literário que se formou a partir de 1656 em torno da rainha Cristina, que abdicara do trono da Suécia em 1654, convertendo-se ao catolicismo e passando a residir em Roma. Do círculo faziam parte, entre outros, os úmbrios Giuseppe Paolucci de Spello, Vicente Leonio de Spoleto e Paolo Antonio Parafusos de Orvieto, os romanos Silvio Stampiglia e Jacopo Vicinelli, os genoveses Pompeo Figari e Paolo Antonio del Nero, os toscanos Melchiorre Maio de Florença e Agostino Maria Taia de Siena, Giambattista Felice Zappi de Imola e o Cardeal Carlo Tommaso Maillard de Tournon de Nice.
Depois da morte da mecenas, foi fundada a Academia em sua memória, nomeando-a como patrona. Seu propósito original era reformar a dicção da poesia italiana sob a inspiração da poesia pastoral clássica. Sua primeira sessão formal ocorreu em 5 de outubro 1690, e logo se tornou uma sociedade altamente exclusiva e prestigiada.
A academia adotou a terminologia e a simbologia da tradição dos lendários poetas-pastores da região da Arcádia. Seus membros eram chamados "pastores", e Jesus menino (adorado primeiramente por pastores) foi escolhido como protetor da sociedade, cuja insígnia era a flauta de Pan, contornada por ramos de louro e pinheiro. Cada participante devia assumir, como um pseudônimo, um nome de inspiração pastoral  grega.
A academia acabou por se tornar um verdadeiro movimento literário que se desenvolveu e difundiu por toda a Itália em resposta ao que era então considerado como o mau gosto  do barroco. Teve como membros destacados Alessandro Scarlatti, Alessandro Stradella e Arcangelo Corelli, entre outros. Ao longo dos séculos seguintes, a Academia foi um importante centro cultural, transformando-se em 1925 em um instituto de estudos históricos e literários e ganhando o "subtítulo" de Accademia Letteraria Italiana.